# Зашеек
Заше́ек либо Нива-1 (не путать с Нивским-1) — посёлок в Мурманской области на озере Имандра. Входит в муниципальный округ город Полярные Зори. Население 1042 жителя (перепись 2002 года).
В посёлке расположены дачные участки жителей центра округа.

## История
В 1936 году посёлок станции Зашеек Кировской железной дороги, посёлок Зашейковского лесопильного завода и поселок Зашеек (Эно-бабшский) переданы из состава Карельской АССР в Мурманский округ Ленинградской области.
До строительства города Полярные Зори в Зашейке жили строители Кольской АЭС.
С 1935 по 2004 год имел статус посёлка городского типа.
В посёлке в детстве с матерью 10 лет жил будущий народный артист РСФСР Леонид Куравлёв.

## Население
| 1939 | 1959  | 1970  | 1979  | 1989  | 2002  | 2010 |
| ---- | ----- | ----- | ----- | ----- | ----- | ---- |
| 4567 | ↘4226 | ↗6831 | ↘3619 | ↘1906 | ↘1042 | ↘901 |

Численность населения, проживающего на территории населённого пункта, по данным Всероссийской переписи населения 2010 года составляет 901 человек, из них 413 мужчин (45,8 %) и 488 женщин (54,2 %).

## Предприятия
- СТО Кольской АЭС
- военная часть
- леспромхоз
- ГЭС Нива-1